# Ultramaraton

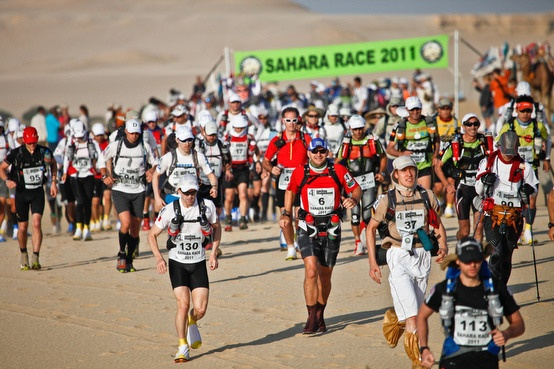
Ultramaratoniști la Cursa Sahara 2011 (Cursa celor 4 deșerturi)

Un ultramaraton este orice cursă mai lungă decât cea tradițională de maraton (care are o lungime de 42,195 km).
Aceste curse testează anduranța, rezistența mentală și condiția fizică a participanților care parcurg distanțe lungi, adesea pe teren dificil (trasee, munți, deșerturi etc.) în condiții meteorologice variabile. Ultramaratoanele necesită antrenament și pregătire specifică datorită naturii lor extreme și solicitante.

## Privire de ansamblu
Există două tipuri de curse de ultramaraton: cele care acoperă o distanță specificată, și curse care au loc în timp (cu câștigătorul acoperind cea mai mare distanță în timp). Cele mai frecvente distanțe sunt de 50 și de 100 de kilometri, de 50 de mile (80,4672 km) și de 100 de mile (160,9344 km), deși multe curse au și alte distanțe. Rezultatul de la cursa de 100 de kilometri este recunoscut ca record mondial oficial de către Asociația Internațională a Federațiilor de Atletism (IAAF), organul de conducere mondial din atletism.
Printre cele mai cunoscute curse ultramaraton se numără:
- Spartathlon, cursa pe ruta dintre Atena și Sparta (246 km);
- Marathon des Sables (în română, „Maratonul Nisipurilor”), cursă pe etape prin deșertul Sahara, în Maroc;
- Grand Raid de la Réunion, cursă montană care are loc la Réunion (165 km);
- Ultra-Trail du Mont-Blanc, cel mai competitiv și mediatizat eveniment internațional de ultratrail (171 km).

În cursele ultramaraton întâlnim și curse pe etape în care concurenții își permit o perioadă de odihnă între două etape succesive, acestea putând avea loc uneori în mod autonom unde fiecare concurent trebuie să-și ducă toate proviziile necesare.

## Regiuni

### Europa
Ultramaratonul este popular în Europa, originea sa poate fi urmărită aici prin primele sage islandeze. Istoria alergătorilor epocii victoriene din Marea Britanie a fost, de asemenea, documentată. IAYU deține anual Campionatele Europene pentru 50 km, 100 km în 24 de ore. În Europa, mai mult de 300 de ultramaratoane sunt organizate în fiecare an.

### Republica Moldova
Cursele de 12 și 24 ore care au loc anual în Chișinău (de obicei, în primul weekend din luna iunie) își au originea încă la mijlocul anilor 1980.
Din anul 2017 a început să se organizeze cursa Rubicon, o competiție de ultramaraton care trece prin toate raioanele Republicii Moldova, de la nord la sud. Traseul anual este construit astfel încât în 3 ani să treacă prin toate regiunile Republicii Moldova, inclusiv în raioanele din stânga Nistrului.